# Dorcadion neilense
Dorcadion neilense är en skalbaggsart som beskrevs av Escalera 1902. Dorcadion neilense ingår i släktet Dorcadion och familjen långhorningar. Inga underarter finns listade i Catalogue of Life.